# Svučice
Svučice jsou vesnice, část obce Mišovice v okrese Písek v Jihočeském kraji. Nachází se asi 1,5 kilometru západně od Mišovic. Je zde evidováno 59 adres. V roce 2011 zde trvale žilo 77 obyvatel.
Svučice jsou také název katastrálního území o rozloze 8,69 km². V katastrálním území Svučice leží i Draheničky.

## Historie
První písemná zmínka o vesnici pochází z roku 1088.

## Obyvatelstvo
| Rok            | 1869 | 1880 | 1890 | 1900 | 1910 | 1921 | 1930 | 1950 | 1961 | 1970 | 1980 | 1991 | 2001 | 2011 | 2021 |
| -------------- | ---- | ---- | ---- | ---- | ---- | ---- | ---- | ---- | ---- | ---- | ---- | ---- | ---- | ---- | ---- |
| Počet obyvatel | 338  | 345  | 313  | 320  | 314  | 316  | 279  | 211  | 189  | 139  | 99   | 94   | 93   | 77   | 89   |
| Počet domů     | 51   | 53   | 56   | 57   | 54   | 54   | 55   | 58   | 51   | 41   | 38   | 29   | 52   | 52   | 51   |

## Obecní správa
Při sčítání lidu v letech 1850–1879 Svučice byly osadou obce Výšice v okrese Blatná. V letech 1880–1971 byly samostatnou obcí, se kterým patřily nejprve do okresu Blatná, ale od roku 1950 v okrese Písek. Od 26. listopadu 1971 do 31. prosince 1984 byly částí obce Mišovice v okrese Písek, kdy se konaly obecní volby. Od 1. ledna 1985 do 23. listopadu 1990 byly částí města Mirovice v okrese Písek. Od 24. listopadu 1990 jsou opět částí obce Mišovice v okrese Písek. V letech 1880–1971 k obci patřily Draheničky.

## Pamětihodnosti
- Kaple svatého Vavřince se nachází východně od vesnice u komunikace ve směru na Mišovice.[10] Tato kaple kruhového půdorysu je vedená v Seznamu kulturních památek v okrese Písek.
- Ve vesnici na návsi se nachází zdobný kříž na kamenném podstavci. Podstavec je reliéfně zdobený motivem kalicha. Na kulatém štítku nad vyobrazením andělů a Panny Marie je tento nápis: Pochválen buď Pán Ježiš Kristus 1971
- Za vsí u komunikace ve směru na Draheničky se nachází další kříž. Na kamenném podstavci je uvedená datace 1911 a tento nápis: Ku cti a chvále Boží věnuje RODINA HLINKOVA ze Svudčic. Na obdélníkovém štítku je tento nápis: POCHVÁLEN JEŽIŠ KRISTUS

## Galerie

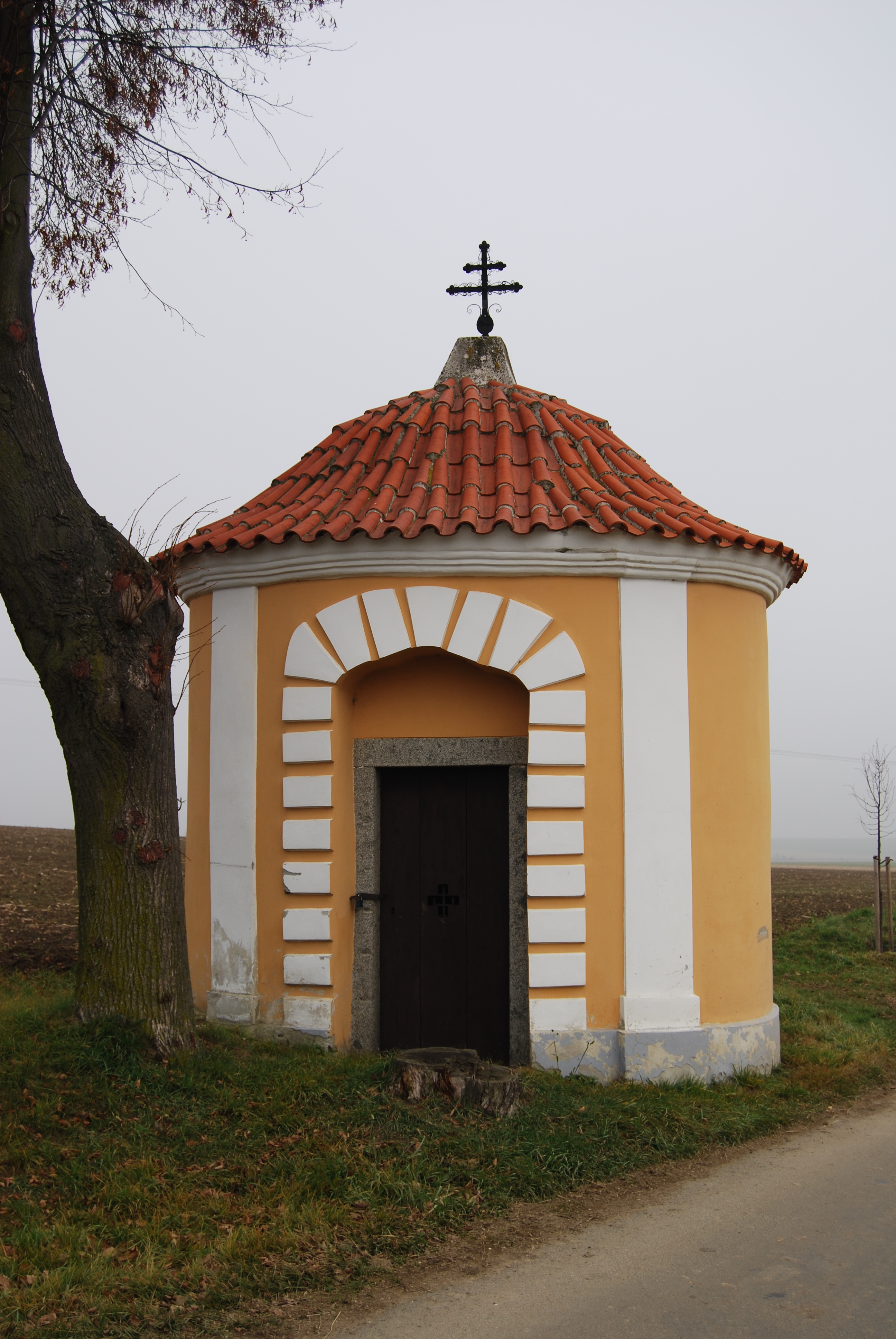
Kaple svatého Vavřince
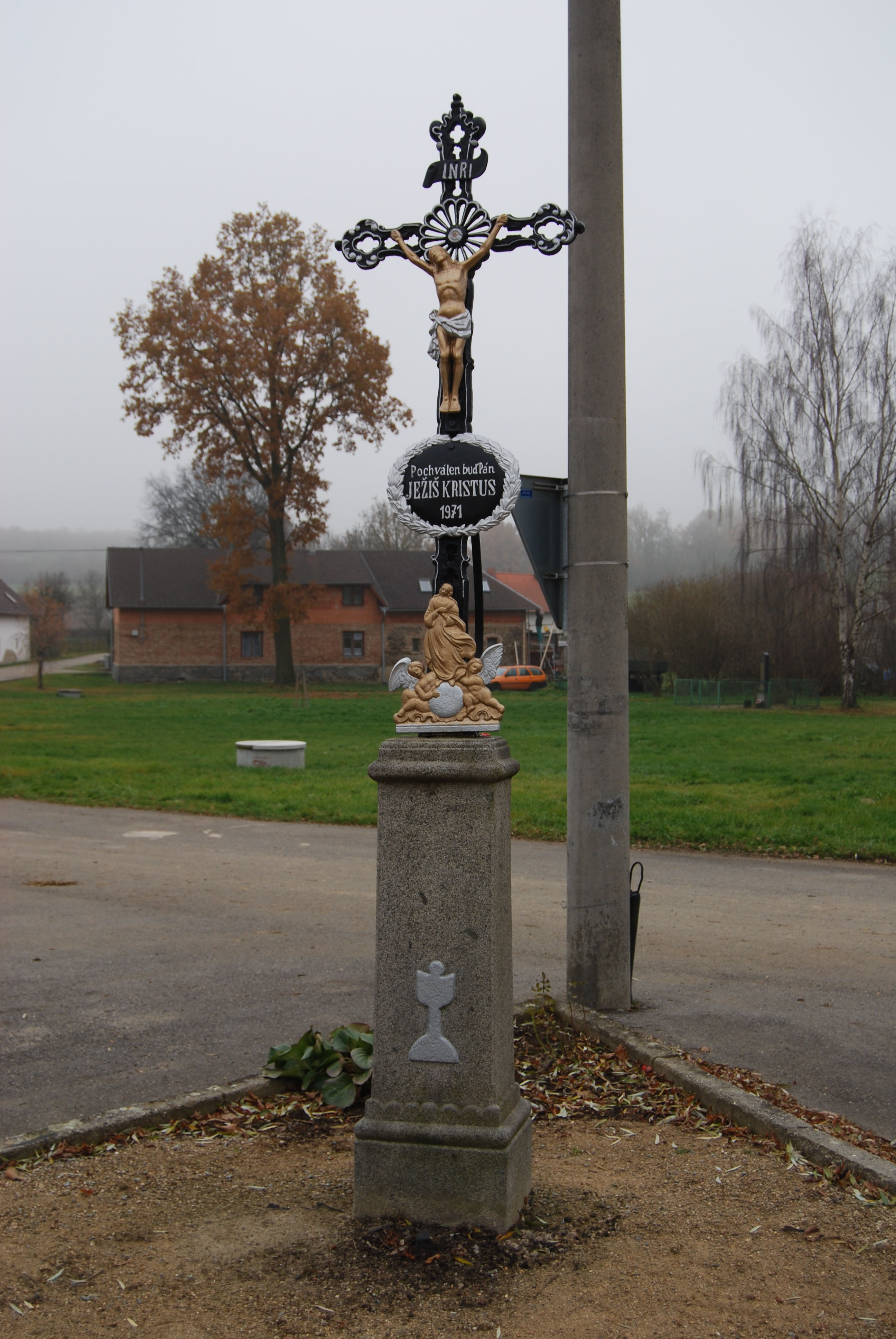
Kříž na návsi
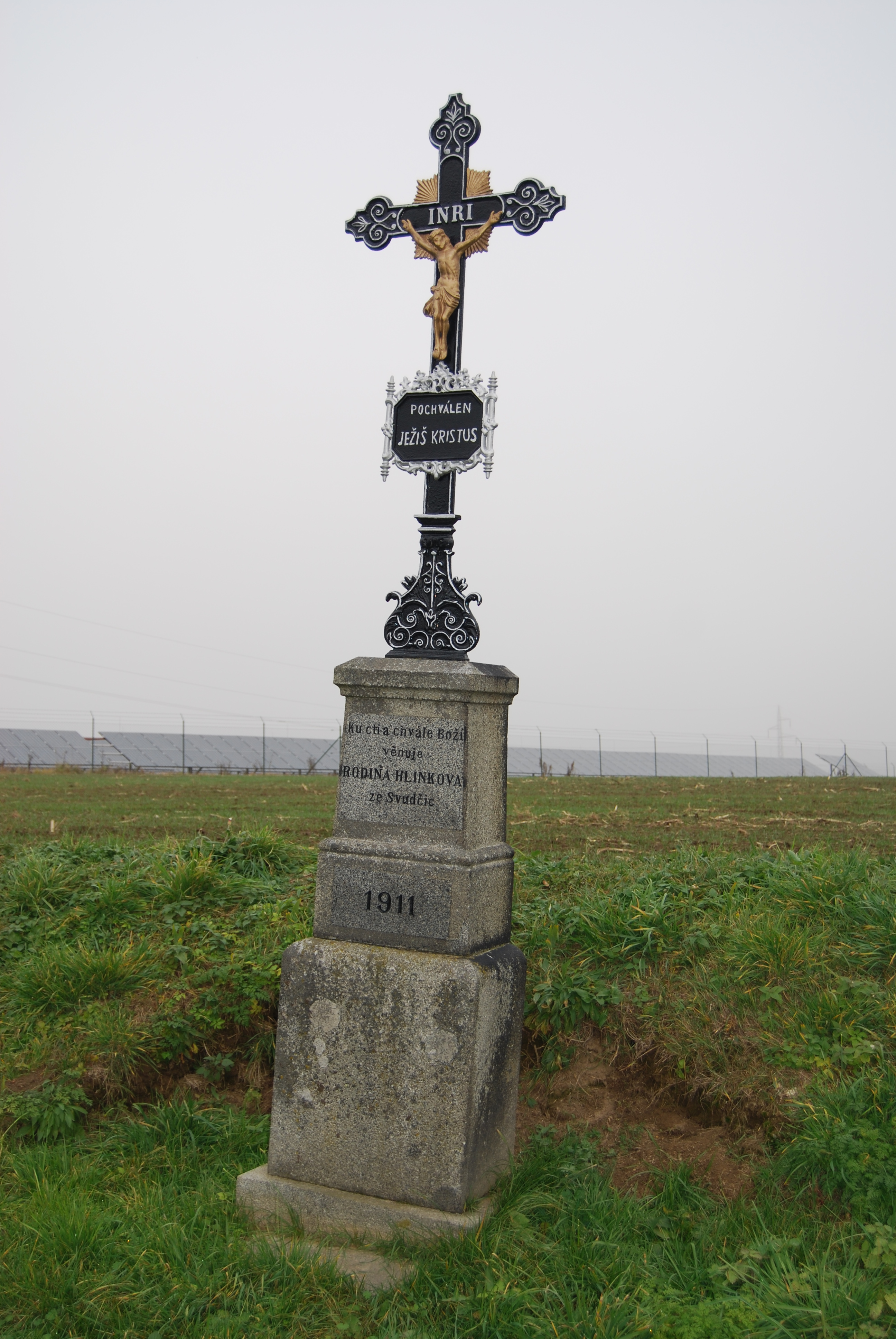
Kříž za vesnicí
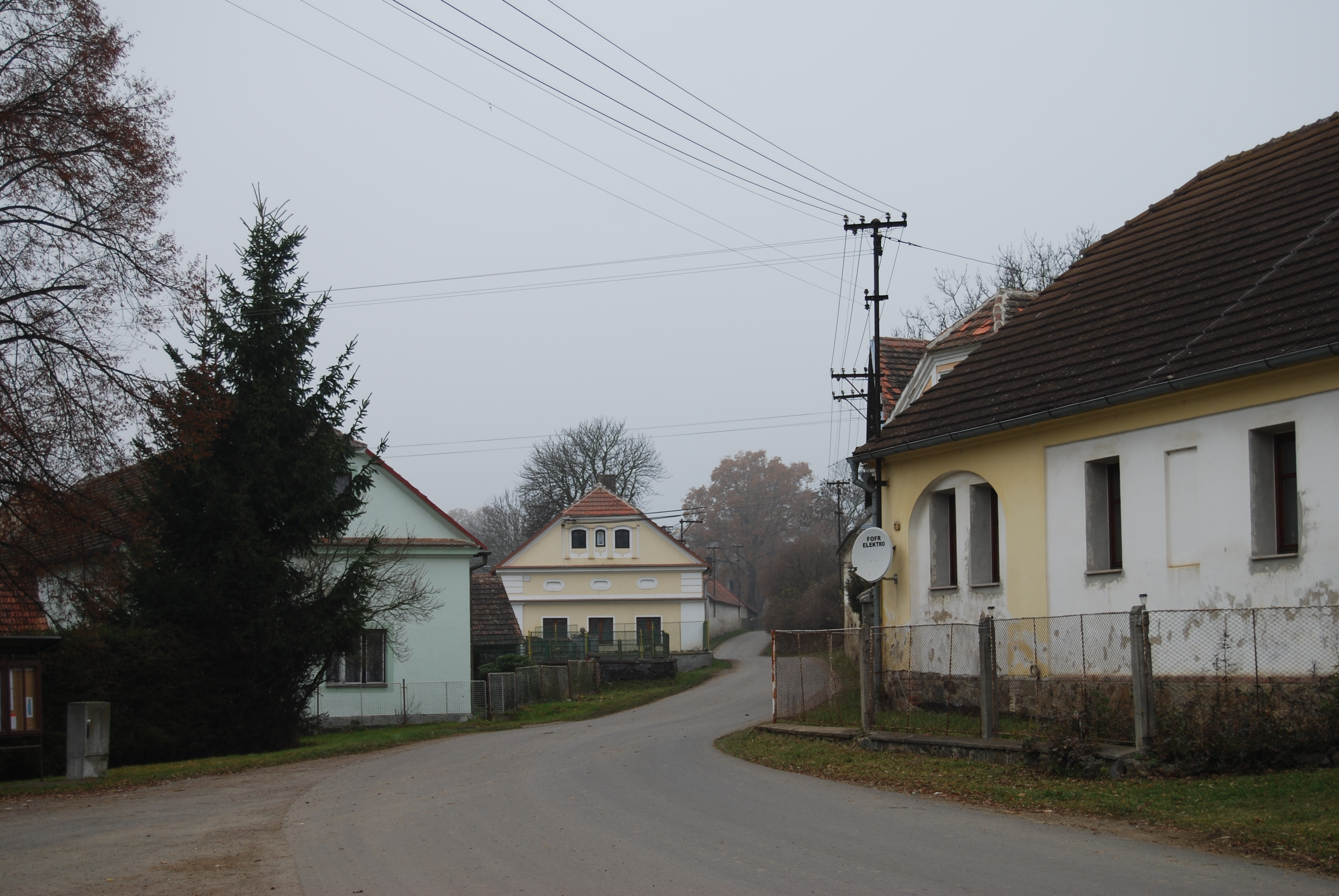
Pohled na část vesnice